# Dorfkirche Düßnitz

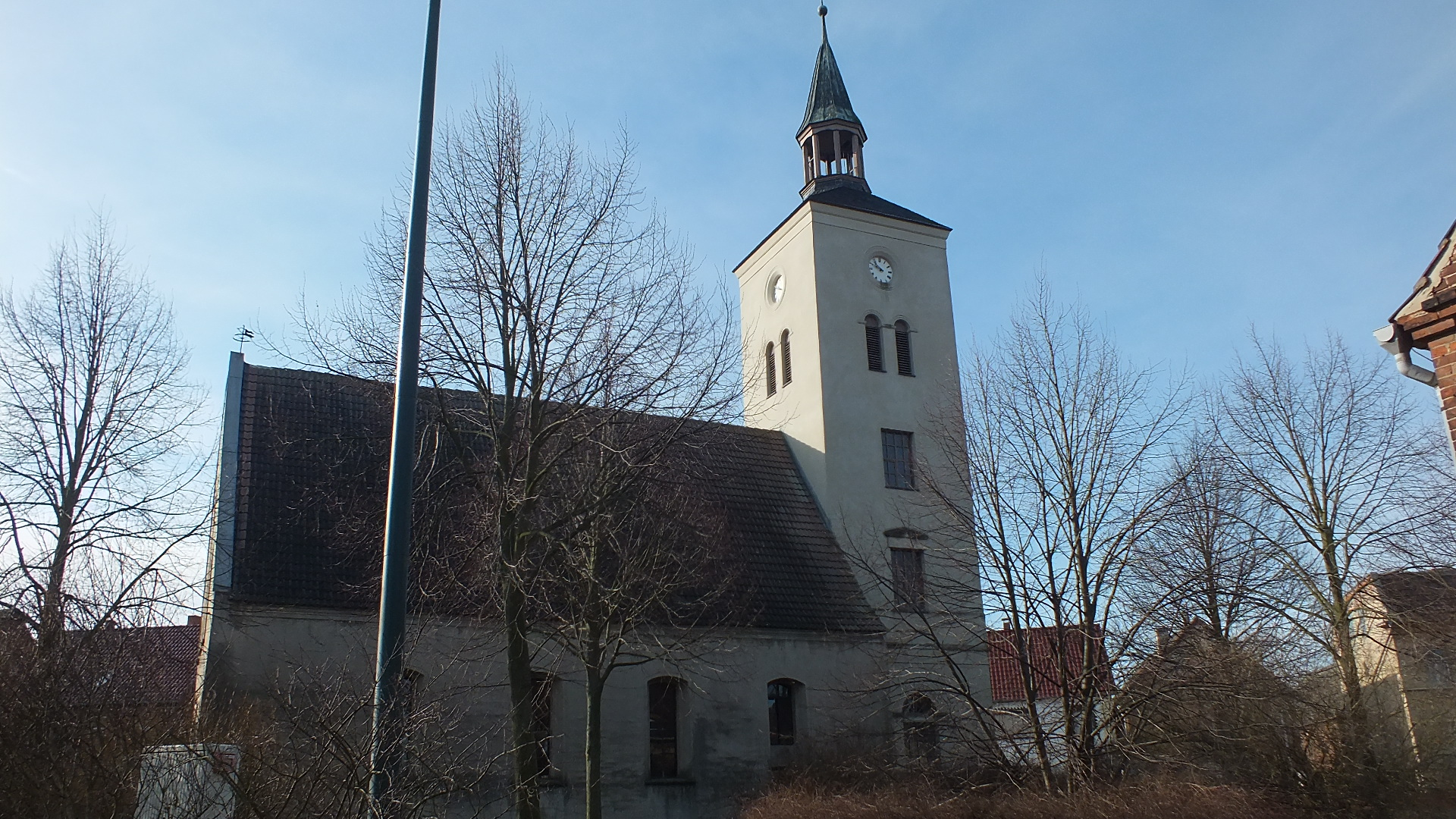
Dorfkirche Düßnitz

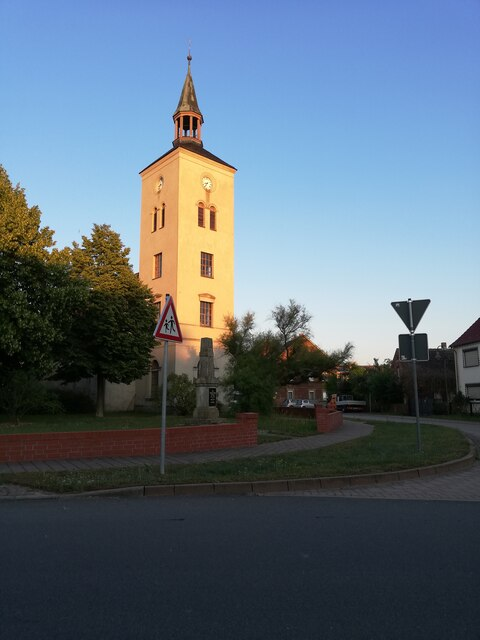
Kirchturm in Nordwestansicht im Juli 2020

Die evangelische Dorfkirche Düßnitz befindet sich in Düßnitz, einem Ortsteil von Jessen (Elster) im Landkreis Wittenberg in Sachsen-Anhalt. Sie steht unter Denkmalschutz.

## Beschreibung
Die chorlose Saalkirche stammt vermutlich aus den Jahren um 1300. Um 1500 erfolgte eine Erneuerung des Ostgiebels mit drei lanzettförmigen Blendnischen. 1672 wurden Kirche samt Glocke und Inventar umfassend erneuert. Im späten 18. Jahrhundert wurden die Fenster der Kirche vergrößert. Der klassizistische Westturm wurde 1856 errichtet.

## Ausstattung
Im barock geprägten Innenraum befindet sich eine dreiseitige Empore sowie ein schlichter Kanzelaltar aus dem späten 18. Jahrhundert. Die mit Fialen und Kriechblumen errichtete Sakramentsnische wird auf das frühe 16. Jahrhundert datiert. Die spätgotische Taufe der Kirche besitzt eine Kelchform.
Die aus dem Jahr 1876 stammende Geißler-Orgel in Schleifladenbauweise mit zehn Registern auf zwei Manualen und Pedal wurde 2014 restauriert.